# 1993. évi nyári európai ifjúsági olimpiai napok
Az 1993. évi nyári európai ifjúsági olimpiai napok, hivatalos nevén a II. nyári európai ifjúsági olimpiai napok egy több sportot magába foglaló nemzetközi sportesemény, melyet 1993. július 3. és július 9. között rendeztek Valkenswaardban, Hollandiában.

## A magyar érmesek
| Érem  | Versenyző          | Sportág   | Versenyszám    |
| ----- | ------------------ | --------- | -------------- |
| Arany | Zsivoczky Attila   | Atlétika  | Magasugrás     |
| Arany | Csizmadia Eszter   | Cselgáncs | 61 kg          |
| Arany | Sinkalovics Gyula  | Tenisz    | Férfi egyes    |
| Arany | Kollár Miklós      | Úszás     | 100 m pillangó |
| Ezüst | Bella Attila       | Atlétika  | 200 m síkfutás |
| Ezüst | Magyar Balázs Jenő | Atlétika  | 110 m gátfutás |
| Ezüst | Borbély Norbert    | Atlétika  | Gerelyhajítás  |
| Bronz | Till Barbara       | Cselgáncs | 52 kg          |
| Bronz | Ivanovics Gergely  | Úszás     | 200 m mell     |
| Bronz | Gazda Annamária    | Úszás     | 200 m hát      |

## Éremtáblázat
| Az 1993. évi nyári európai ifjúsági olimpiai napok éremtáblázata | Az 1993. évi nyári európai ifjúsági olimpiai napok éremtáblázata | Az 1993. évi nyári európai ifjúsági olimpiai napok éremtáblázata | Az 1993. évi nyári európai ifjúsági olimpiai napok éremtáblázata | Az 1993. évi nyári európai ifjúsági olimpiai napok éremtáblázata | Olimpia  |
| ---------------------------------------------------------------- | ---------------------------------------------------------------- | ---------------------------------------------------------------- | ---------------------------------------------------------------- | ---------------------------------------------------------------- | -------- |
|                                                                  | Ország                                                           | Arany                                                            | Ezüst                                                            | Bronz                                                            | Összesen |
| 1.                                                               | Oroszország                                                      | 9                                                                | 10                                                               | 6                                                                | 25       |
| 2.                                                               | Spanyolország                                                    | 9                                                                | 6                                                                | 5                                                                | 20       |
| 3.                                                               | Olaszország                                                      | 8                                                                | 6                                                                | 8                                                                | 22       |
| 4.                                                               | Hollandia                                                        | 6                                                                | 6                                                                | 5                                                                | 17       |
| 5.                                                               | Románia                                                          | 6                                                                | 4                                                                | 7                                                                | 17       |
| 6.                                                               | Egyesült Királyság                                               | 5                                                                | 7                                                                | 9                                                                | 21       |
| 7.                                                               | Ukrajna                                                          | 5                                                                | 5                                                                | 7                                                                | 17       |
| 8.                                                               | Franciaország                                                    | 5                                                                | 2                                                                | 4                                                                | 11       |
| 9.                                                               | Magyarország                                                     | 4                                                                | 3                                                                | 3                                                                | 10       |
| 10.                                                              | Németország                                                      | 4                                                                | 3                                                                | 2                                                                | 9        |
| 11.                                                              | Belgium                                                          | 4                                                                | 1                                                                | 3                                                                | 8        |
| 12.                                                              | Lengyelország                                                    | 3                                                                | 2                                                                | 3                                                                | 8        |
| 13.                                                              | Csehország                                                       | 2                                                                | 2                                                                | 3                                                                | 7        |
| 14.                                                              | Horvátország                                                     | 2                                                                | 1                                                                | 1                                                                | 4        |
| 15.                                                              | Bulgária                                                         | 1                                                                | 2                                                                | 3                                                                | 6        |
| 16.                                                              | Görögország                                                      | 1                                                                | 2                                                                | 2                                                                | 5        |
| 17.                                                              | Azerbajdzsán                                                     | 1                                                                | 2                                                                | 1                                                                | 4        |
| 18.                                                              | Svédország                                                       | 1                                                                | 1                                                                | 3                                                                | 5        |
| 19.                                                              | Írország                                                         | 1                                                                | 1                                                                | 1                                                                | 3        |
| 20.                                                              | Szlovákia                                                        | 1                                                                | 1                                                                | 0                                                                | 2        |
| 21.                                                              | Ciprus                                                           | 1                                                                | 0                                                                | 0                                                                | 1        |
|                                                                  | Észtország                                                       | 1                                                                | 0                                                                | 0                                                                | 1        |
| 23.                                                              | Fehéroroszország                                                 | 0                                                                | 2                                                                | 3                                                                | 5        |
|                                                                  | Szlovénia                                                        | 0                                                                | 2                                                                | 3                                                                | 5        |
| 25.                                                              | Portugália                                                       | 0                                                                | 2                                                                | 1                                                                | 3        |
| 26.                                                              | Dánia                                                            | 0                                                                | 2                                                                | 0                                                                | 2        |
| 27.                                                              | Svájc                                                            | 0                                                                | 1                                                                | 2                                                                | 3        |
| 28.                                                              | Ausztria                                                         | 0                                                                | 1                                                                | 1                                                                | 2        |
|                                                                  | Grúzia                                                           | 0                                                                | 1                                                                | 1                                                                | 2        |
| 30.                                                              | Moldova                                                          | 0                                                                | 0                                                                | 1                                                                | 1        |
|                                                                  |                                                                  |                                                                  |                                                                  |                                                                  |          |
| Összesen                                                         | Összesen                                                         | 80                                                               | 78                                                               | 88                                                               | 246      |